# Ben Field
Ben Field (1876 – Los Angeles, 21 de dezembro de 1939) foi um ator britânico da era do cinema mudo.

## Filmografia selecionada
- The Bachelor's Club (1921)
- Venetian Lovers (1925)
- A South Sea Bubble (1928)
- The Man Who Changed His Name (1928)
- Caste (1930)
- Escape (1930)
- Sally in Our Alley (1931)
- Jack's the Boy (1932)
- Loyalties (1933)
- Mrs. Dane's Defence (1933)
- Say It With Flowers (1934)
- The Secret of the Loch (1934)
- Love, Life and Laughter (1934)
- Sing As We Go (1934)
- The Clairvoyant (1935)
- The Girl in the Taxi (1937)